# Видрич, Антон Павлович
Анто́н Па́влович Ви́дрич (укр. Антон Павлович Видрич; 30 января 2008, Боратин) — украинский футболист, нападающий клуба «Верес».

## Биография
Свою футбольную карьеру начал в местном клубе «Ласка», затем с 2017 по 2023 год играл в молодёжной структуре «Волыни». В 2023 году присоединился к академии «Вереса», а в сезоне 2024/25 был переведен в молодёжную команду клуба.
11 марта 2025 года впервые попал в заявку основной команды на матч Премьер-лиги Украины против «Полесья», но провел весь матч на скамейке запасных. Дебютировал за основной состав 2 апреля 2025 года в четвертьфинале Кубка Украины против того же «Полесья», выйдя на замену на 110-й минуте. В Премьер-лиге дебютировал 6 апреля 2025 года в матче против донецкого «Шахтёра», появившись на поле на 81-й минуте.